# 金澤未咲
金澤 未咲（かなざわ みさき、1982年9月21日 - ）は、日本の演歌歌手。

## 略歴・人物
岩手県宮古市から上京、作曲家 星野麻衣子にレッスンを受ける。
2007年（平成19年）5月インディーズCD発売
2007年（平成19年）10月3日ウィングジャパン　メジャーCD発売（「ふたり川」作詞　里村龍一・作曲　岡　千秋、「平泉慕情」作詞　半場新一・作曲　星野麻衣子）
2009年（平成21年）11月18日ウィングジャパン メジャーCD発売（｢雪んこ海峡｣　作詞　志賀大介・作曲　松原英二、｢さい果て風紀行｣　作詞　香良沢　涼・作曲　山本ゆたか）
2013年（平成25年）7月3日ウィングジャパン メジャーCD発売（｢北の始発駅｣　作詞　里村龍一・作曲　星野麻衣子、｢隅田おんな川｣　作詞　里村龍一・作曲　星野麻衣子）
2008年に平泉町観光大使、2012年に岩手県宮古市親善観光大使となる
。
所属レコード会社 ウイングジャパン　グリーンメディア
- 好きな色 - ピンク・黄色
- 趣味 - 舞踊、ダンス
- 身長 - 152cm

## 主なテレビ出演
- TBSテレビ「開運音楽堂」複数回
- テレビ局全国13局ネット「うたナビ21」平成19年12月～20年2月
- インターネットテレビ「I  LOVE みどりんご」レギュラー
- ラジオ日本＆ラジオ大阪「ウイングジャパン ホームラン歌謡曲」レギュラー
- テレビ埼玉(テレ玉) 等他

## 主なラジオ出演
- NHKラジオ「歌の散歩道」複数回
- NHKラジオ「きらめき歌謡ライブ」多数回
- NHKラジオ「日曜バラエティー」複数回
- TBSラジオ「あなたへモーニングコール」多数回（平成19年12月31日～平成20年１月7日「今週の歌」）
- ラジオ日本「夏木ゆたかのホッと歌謡曲」等他

## オリコンチャート(演歌・歌謡曲部門)
平成21年12月3週間全国70位以内、最高41位
平成25年7月3週間全国40位以内、最高35位

## 主な雑誌掲載
- 月刊カラオケファン、歌の手帖　等他

## カラオケ
- 「平泉慕情」
- 「ふたり川」
- 「雪んこ海峡」
- 「さい果て風紀行」
- 「北の始発駅」
- 「隅田おんな川」
- 「三陸観光音頭」

第一興商・通信カラオケ・DAM　UGA他